# Osteomyelit
Osteomyelit eller benröta  är en inflammation/infektion i benväv och benmärg som drabbar cirka 150 000 människor globalt varje år. Osteomyelit är svårbehandlat och kräver ofta höga doser av intravenöst antibiotikum under lång tid eller lokal påläggning av bensubstitut innehållande antibiotikum.

## Klassificering
Definitionen av osteomyelit är bred, och omfattar en mängd olika förhållanden. Traditionellt, hur länge infektionen har varit närvarande och om det finns varbildning eller osteoskleros/skleros (ökad täthet av ben) används för att godtyckligt klassificera osteomyelit. Kronisk osteomyelit definieras ofta som osteomyelit som har funnits i mer än en månad. I verkligheten finns det inga distinkta subtyper, istället finns det ett spektrum av patologiska egenskaper som återspeglar balansen mellan typ och svårighetsgrad av orsaken till inflammationen, de immunförsvar och lokala och system predisponerande faktorer.
- Varig osteomyelit
- Akut varig osteomyelit
- Kronisk varbildande osteomyelit
- Primär (ingen föregående fas)
- Sekundär (följer en akut fas)
- Icke-varig osteomyelit
- Diffus Skoleosis
- Kondenserande osteopatis